# عزیزالله‌خان فولادوند
عزیزالله فولادوند  از سیاستمداران ایرانی بود، که در دوره‌  هفتم بعنوان نماینده خرم‌آباد در مجلس شورای ملی حضور داشت.